# Station Jankowo Pomorskie
Station Jankowo Pomorskie is een spoorwegstation in de Poolse plaats Jankowo.